# Johan le Ducq
Johan le Ducq (ou Jan Ducq), né vers 1629 et mort en 1676 à La Haye, est un peintre, dessinateur et graveur à l'eau-forte néerlandais, qui fut également marchand d'objets d'art et soldat.

## Biographie
Johan le Ducq est, entre 1649 et 1652, l'élève de Paul Potter à La Haye. 
En 1655, on mentionne un différend avec Olivier Hasenbaert autre peintre de La Haye avec qui il était associé.
En 1656, Ducq est cofondateur de la corporation Confrérie Pictura. La taxe de 18 florins indique que le lieu de naissance de Duck n’est pas La Haye, car les membres de corporation natifs de cette ville payaient habituellement 12 florins.
Le 2 janvier 1659, il se marie avec Geertruyt Sybille Kerckhoff à La Haye.
Le 17 juin 1662 Le Ducq reçoit l'autorisation de vendre ses plaques de cuivre et entre ainsi dans la Confrérie des graveurs. En 1665, il loue une maison à la Haye. On retrouve mention de Le Ducq sur une coupe de la Confrérie des Peintres (Rotterdam, BvB) en 1670, puis en 1671 en tant que directeur de l'association d'artiste.
Cependant, Le Ducq abandonne son statut d’artiste et s’engage dans l'armée des États généraux. Il est mentionné en mai 1672 comme cornette et meurt quatre ans plus tard au grade de capitaine à la suite d'une querelle d’argent avec un de ses compagnons d’arme.

## Œuvre
Le Ducq a peint de préférence des paysages italianisant, larges et accidentés, peuplés d’animaux d’élevage ou domestiques. Il était également spécialisé dans les représentations et portraits de chiens de chasse, avec un traitement remarquable des robes et des pelages. Cette maîtrise des sujets animaliers est due à son apprentissage chez Paul Potter, alors que son exécution stylistique se rapproche plutôt de celle de Karel Dujardin, également peintre de La Haye.

Dessinateur estimé et graveur de talent, l’ordonnance de ses compositions, les coloris, la qualité des clairs obscurs et les expressions de ses sujets démontrent une grande maîtrise de son art.
On retrouve ses œuvres exposées au Mauritshuis (La Haye) et dans les plus grands musées du monde (Amsterdam, Dresde, Berlin, Musée de l'Ermitage à Saint-Pétersbourg).
Imitateur de Du Jardin et de Potter, les sujets les plus fréquents sont des portraits, des chiens de chasse, des scènes équestres. Il a longtemps été confondu avec Jacob Duck peintre de corps de garde et de sociétés galantes.
- Cavaliers et cavalière se rafraîchissant à la porte d'une auberge, panneau, musée municipal de La Haye[4]
- La fileuse, panneau 32 x 40 cm, attribué à Le Ducq ou à Du Jardin, musée royal de La Haye (Mauritschuis)[6] ;
- Portrait de la famille Loth, huile sur toile, 1660, 135 x 110 cm[7] ;
- Prince de Vildt à la chasse, huile, 1656, musée de Gdansk[8] ;
- Le Lévrier et le lièvre, huile sur toile, 122 x 104 cm[9].

Quelques œuvres de Johan le Ducq
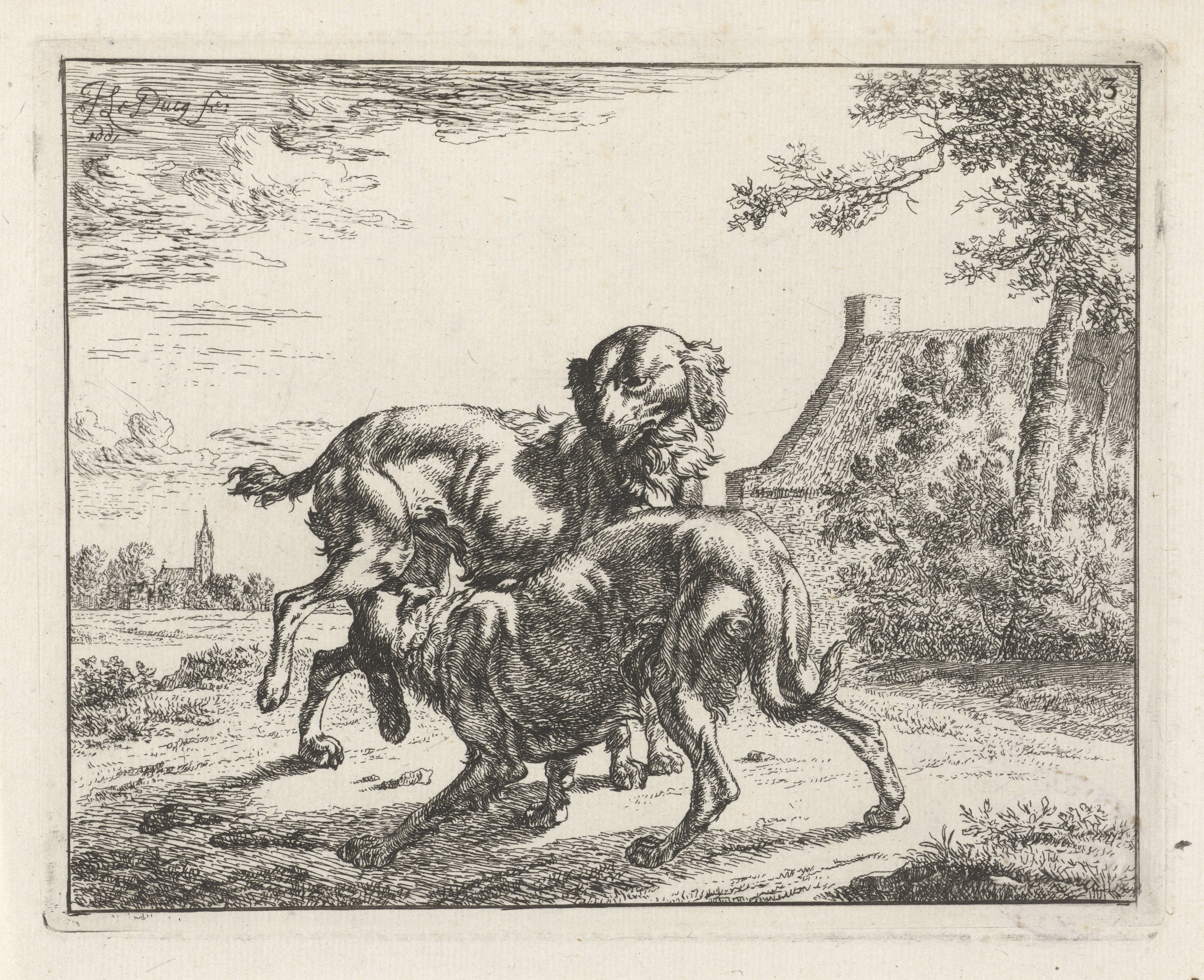
Chien et chienne, gravure, (1661)
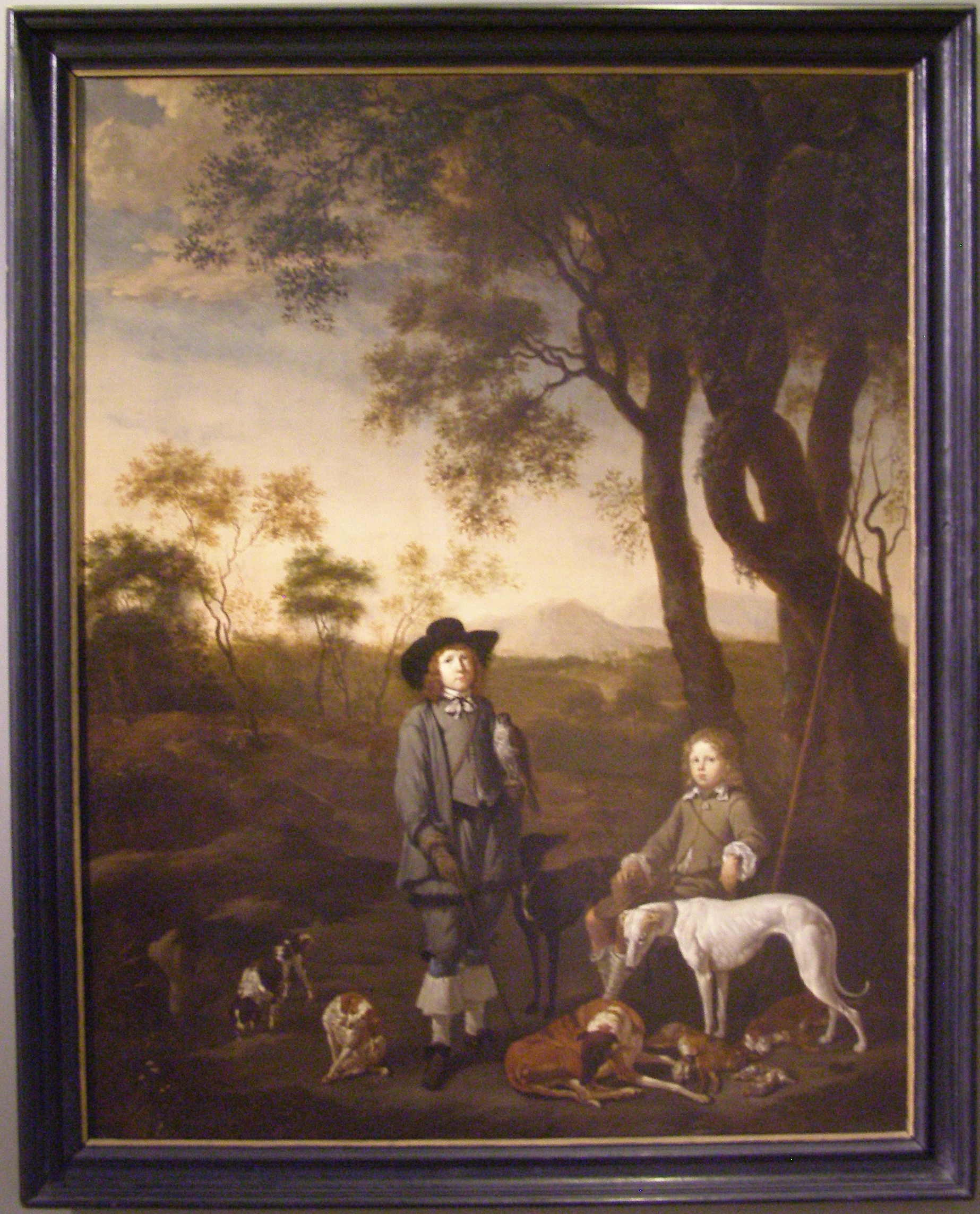
Prince de Vild à la chasse (1656)
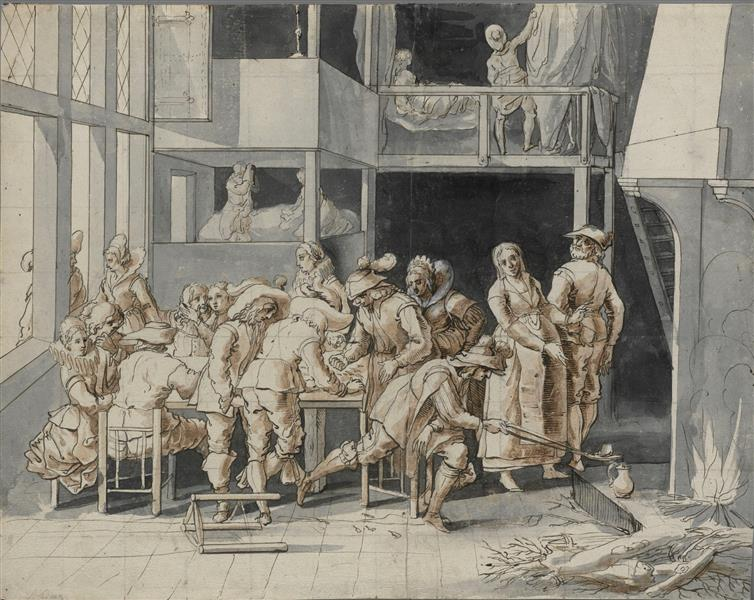
Scène de bordel, dessin à l'encre brune rehaussé de craie
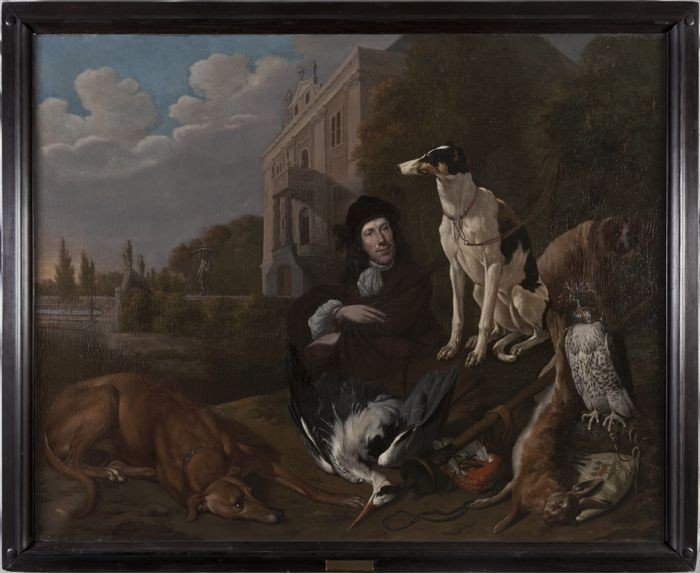
Fauconnier du prince d'Orange (1650-1660)
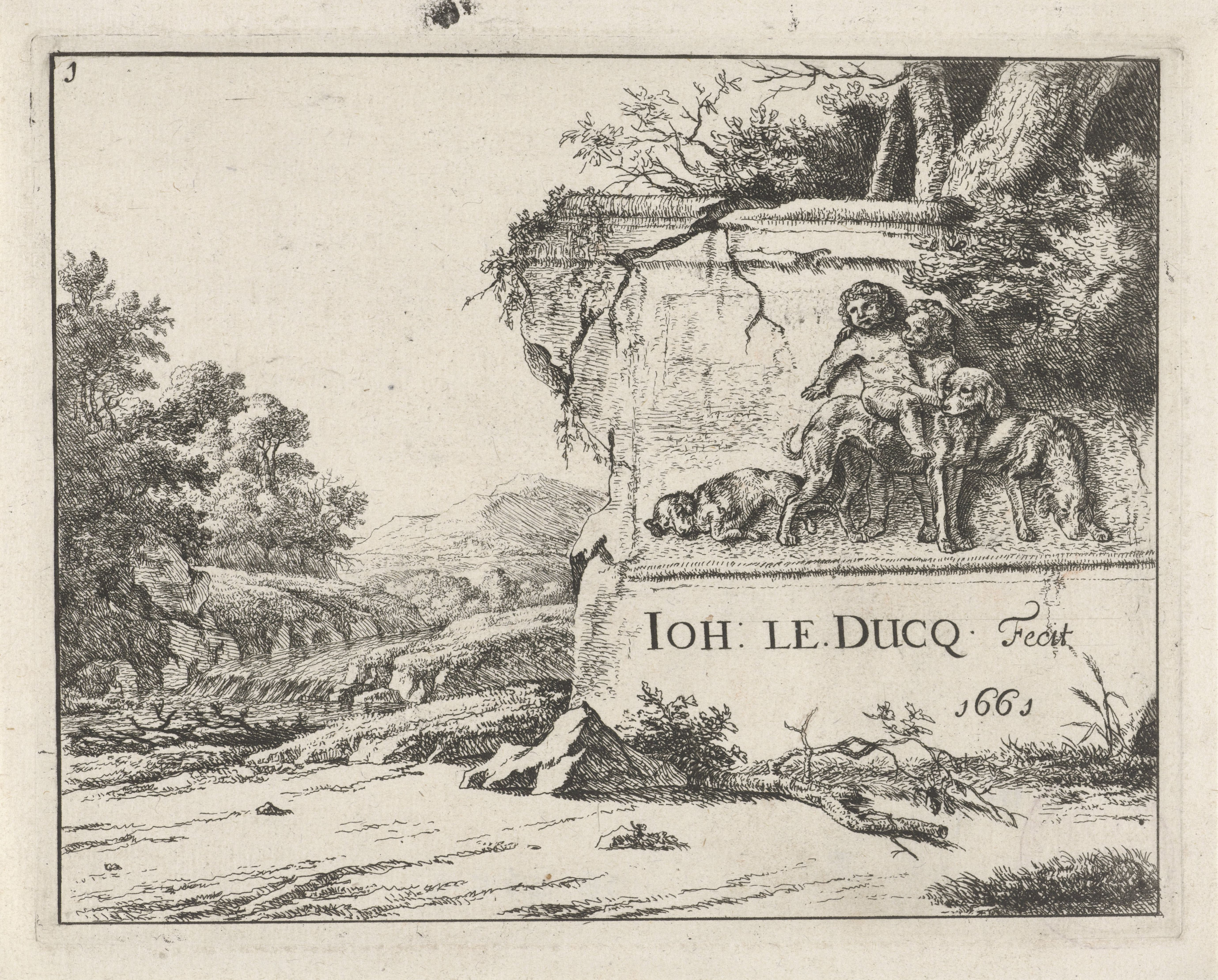
Paysage et ruine (1661)